# Вучја планина
Вучја планина је планина у средишњој Босни, на простору између општина Теслић и Зеница. Карактеристична је као планинска висораван, са највишим врхом од 1378 м н.в.

## Борба овнова
Још од 1977. године, па до почетка рата у Босни и Херцеговини, 4. септембар се обиљежавао као дан ослобођења општине Теслић, а тим поводом на платоу Вучје планине се одржавао народни збор са борбама овнова. Традиција је настављена и по завршетку рата, иако се више не везује строго за тај датум, али и даље крајем августа или почетком септембра. У новије вријеме тај догађај називају Овновијадом.
Вучја планина је углавном позната управо по тим борбама овнова.
Од насеља на Вучијој планини највећа су Бијело Бучје и Брић, на сјеверним обронцима.